# Горен, Шмуэль
Шмуэль Горен (ивр. שמואל גורן‎, 1928, Эйн-Харод, Северный округ — 20 июля 2025) — израильский военный деятель. С 1962 по 1968 год он был командиром отряда 504. 

## Биография
Горен родился в 1928 году в Эйн-Хароде. Он участвовал в Арабо-израильской войне 1947—1949 годов, Суэцком кризисе, Шестидневной войне, Войне на истощение и Войне Судного дня. Горен умер 20 июля 2025 года, в возрасте 97 лет.

## Галерея

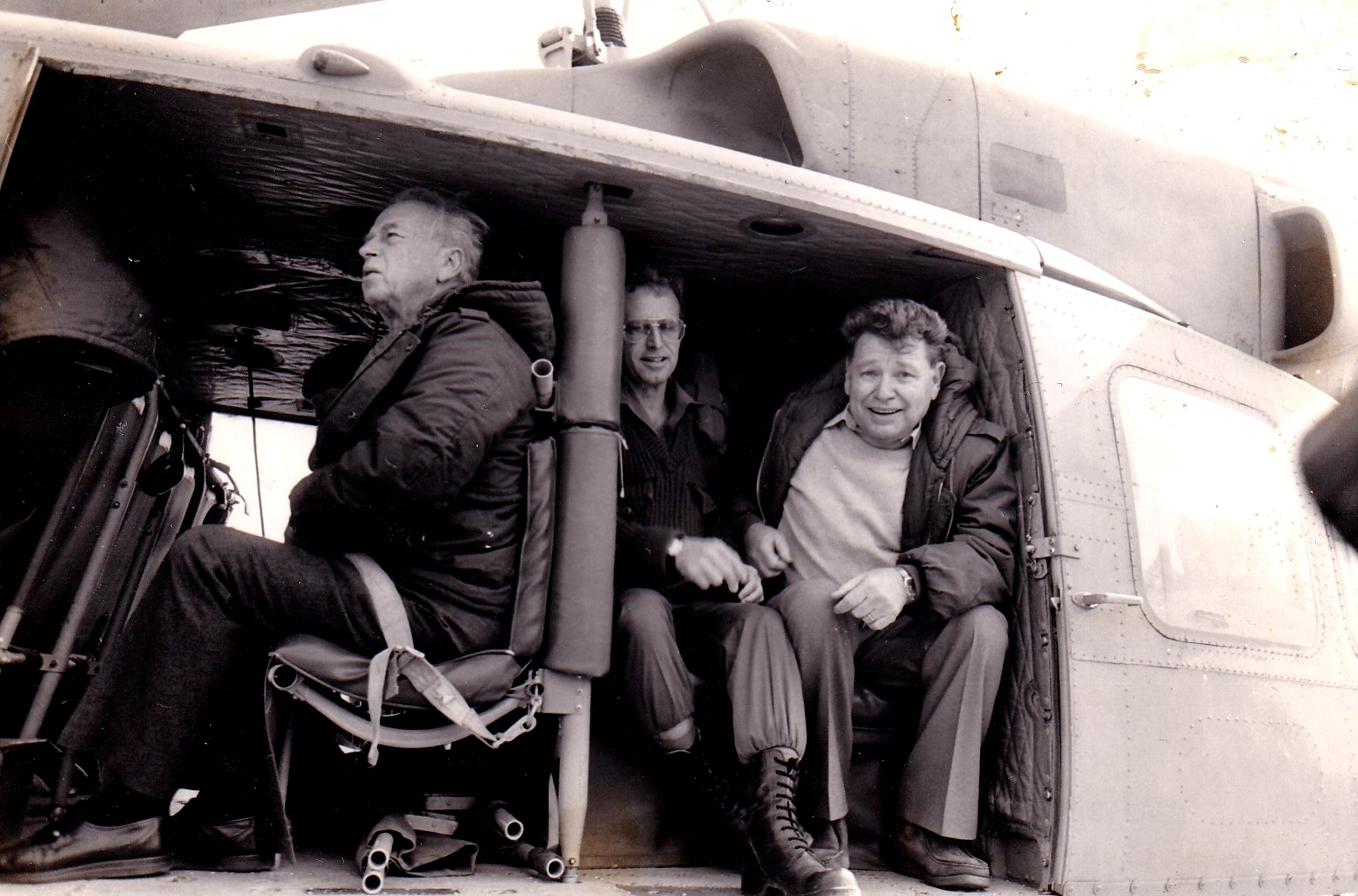
Министр обороны Ицхак Рабин, представитель ЦАХАЛа Эфраим Лапид и координатор операций на территориях Шмуэль Горен патрулируют на вертолёте во время первой интифады.
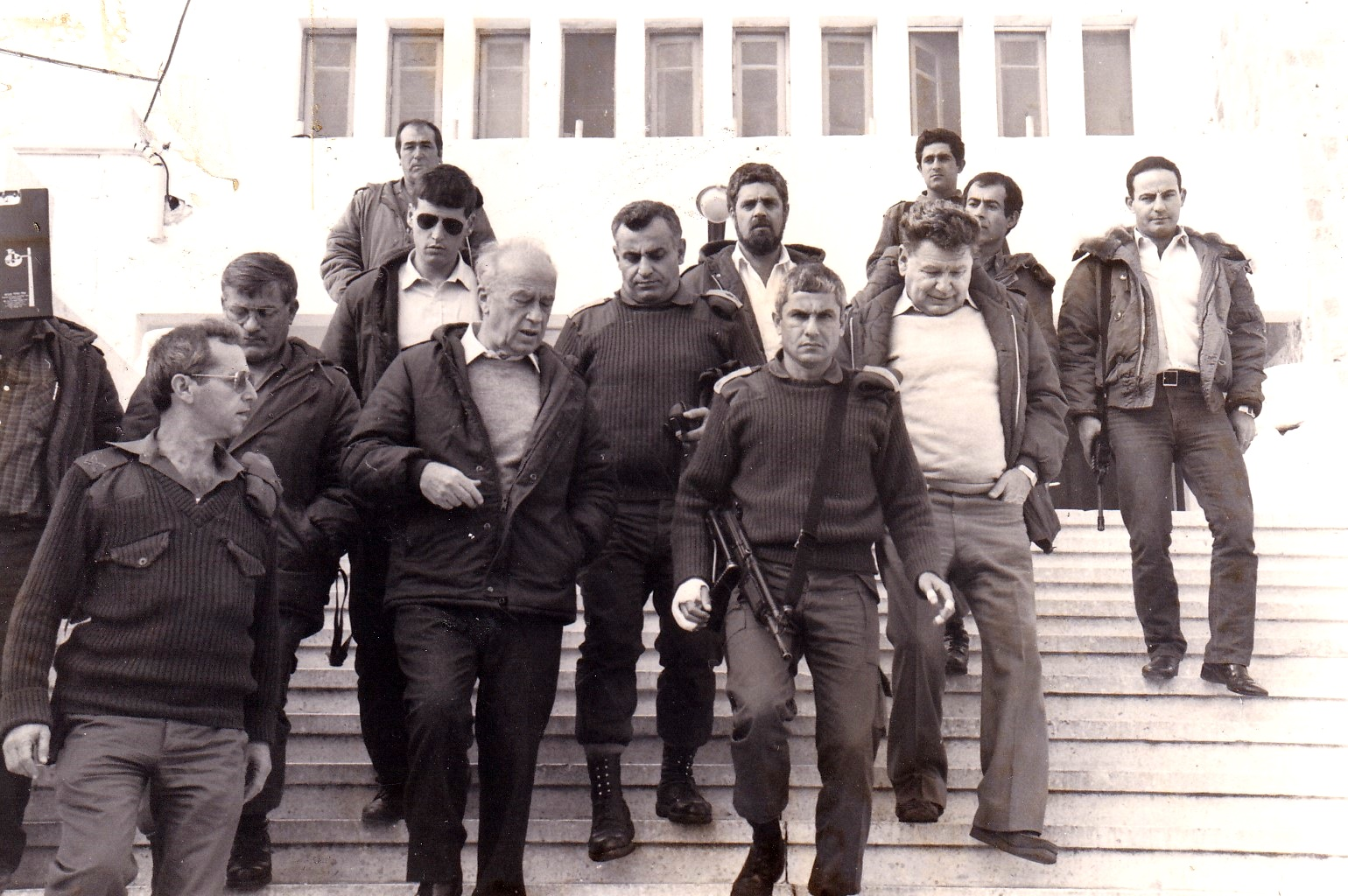
Командный состав перед зданием штаба военного правительства в Газе, декабрь 1987 года.
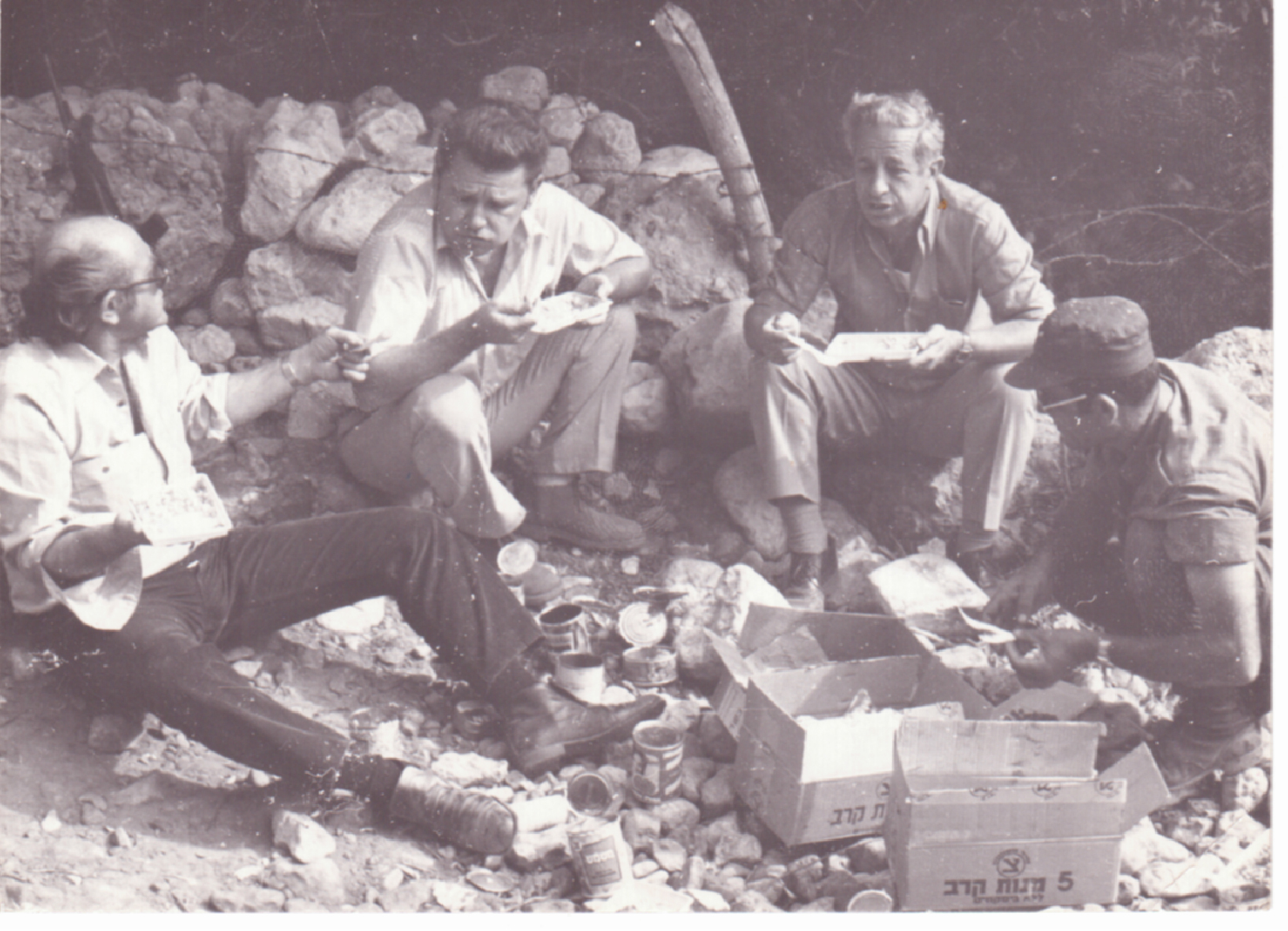
Экскурсия по Голанским высотам после Войны Судного дня. Слева направо: Цвика Малкин, Шмуэль Горен, Джек Цвия и Муса Аттар – офицер 504-го отряда, 1973 год.